# Palpita hypheusalis
Palpita hypheusalis là một loài bướm đêm trong họ Crambidae.